# رافاييل هوي
رافاييل هوي (بالصينية: 許仕仁) هو قاضي صلح ‏ وسياسي صيني، ولد في 8 فبراير 1948 في هونغ كونغ البريطانية في المملكة المتحدة.

## مناصب
- انتخب عضو دائم في اللجنة الوطنية للمؤتمر الاستشاري السياسي للشعب الصيني خلال فترته النيابية ‏.
- انتخب عضو في اللجنة الوطنية لجمهورية الصين الشعبية خلال فترته النيابية ‏.
- انتخب Secretary for Financial Services ‏ (1 يوليو 1997 – ).
- انتخب أمين عام الشؤون الإدارية (30 يونيو 2005 – 30 يونيو 2007).